# لیتل گاسترین I
لیتل گاسترین I (به انگلیسی: Little gastrin I) با فرمول شیمیایی C97H124N20O31S یک ترکیب شیمیایی با شناسه پاب‌کم 16162108 است. که جرم مولی آن ۲۰۹۸٫۲۰ گرم بر مول می‌باشد. 